# Leif Grundberg
Leif Erik Lennart Grundberg, född 11 januari 1964, är en svensk arkeolog, ämbets- och museiman. 
Han disputerade år 2006 vid Umeå universitet på avhandlingen Medeltid i centrum. Europeisering, historieskrivning och kulturarvsbruk i norrländska kulturmiljöer. Åren 2015–2021 var han överintendent och chef för Statens maritima museer, där han efterträdde Robert Olsson, respektive Statens maritima och transporthistoriska museer.